# Francis Koene

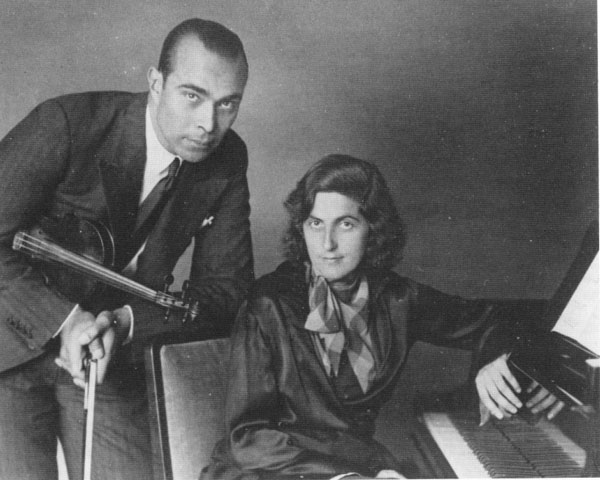
Koene en Bosmans (1922)

Francis Dirk Jacobus Koene (Weltevreden (Batavia), Nederlands-Indië, 11 maart 1899 – Amsterdam, 29 januari 1935) was een Nederlands violist.
Hij was zoon van een Nederlandse vader, Cornelis Koenen en een Indische moeder, Sophie Emelia Heaviside. Hij was van 1920 tot 1934 getrouwd met Maria Cornelia Anna Büttinghausen, daarna verloofde hij zich met Henriëtte Bosmans.
Hij kreeg al snel muziekles. Toen de familie naar Nederland vertrok kon hij van 1910 tot 1913 studeren aan het Koninklijk Conservatorium voor Muziek in Den Haag bij Laurent Angenot. Er kwam een vervolgopleiding bij Louis Zimmermann (viool) en Fred. J. Roeske (muziektheorie). Hij werd in 1921/1922 eerste violist en concertmeester bij het Utrechts Stedelijk Orkest onder chef-dirigent Evert Cornelis. Hij maakte in 1925 een concertreis naar Nederlands-Indië. In 1926 vertrok hij naar Dresden om er te gaan spelen in het orkest van het Saksische Staatstheater; hij volgde er Karl Thomann op. Hij werd er uiteindelijk concertmeester, ondertussen ook lesgevend aan de orkestschool van het orkest. Hij trad daarbij op als solist in concertwerken bij genoemd orkest, maar ook bijvoorbeeld bij het Tsjechisch Filharmonisch Orkest en Dresdner Philharmonie. Hij speelde daarbij zowel bestaand als nieuw repertoire, Felix Mendelssohn-Bartholdy tegenover Gustav Holst (hij was een der solisten bij de Duitse première van diens Dubbelvioolconcert) en Alban Berg. Hij verdiepte zich tevens in kamermuziek, vormde met pianist Paul Aron en cellist Karl Hesse het Neues Dresdner Trio, met ook hier afwisseling tussen bestaande en nieuwe muziek. 
Vanwege een matige gezondheid moest hij gedurende het seizoen 1932/1933 afscheid nemen van het podium. Tijdens de opkomst van Nazi-Duitsland vertrok hij weer naar Nederland. 
Hij overleed in het Wilhelmina Gasthuis, terwijl hij was opgenomen voor een operatie. Hij werd onder grote belangstelling uit de kunstwereld gecremeerd op Westerveld. Nadat hij was overleden, kwam zijn verloofde Henriëtte Bosmans een tijd lang niet tot componeren. 
Hij was leraar van Kitty de Josselin de Jong, die zich evenwel tot de literatuur wendde.
- Gemeinsame Normdatei: 139958630
- Virtual International Authority File: 103280863
- WorldCat: E39PBJqBpXhjx7gVrRBkT8GCQq